# Dasychira simiolus
Dasychira simiolus är en fjärilsart som beskrevs av Collenette 1935. Dasychira simiolus ingår i släktet Dasychira och familjen tofsspinnare. Inga underarter finns listade i Catalogue of Life.